# Stephany Mayor
Sandra Stephany Mayor Gutiérrez (Azcapotzalco, 23 settembre 1991) è una calciatrice messicana, attaccante del Tigres UANL e centrocampista offensivo della nazionale messicana.

## Palmarès

### Club
- Campionato islandese: 1

Thór/KA: 2017
- Campionato messicano: 1

Tigres UANL: Apertura 2022

### Individuale
- Capocannoniere del campionato islandese: 1

2017 (19 reti)